# 濕婆經
濕婆經或大自在天經（；天城文：महेश्वराणि सूत्राणि）包含了用來組織波你尼梵語語法《八篇书》的音位標記系統。據傳說，這十四經句是濕婆傳授給波你尼的。然後他依據它們來編寫梵語語法。據傳說，這些聲音是濕婆舞蹈時候從他的手鼓中迸發出來的。這種類型的初始音標韻文采用了經方式的標準結構，它關注於建立編碼複雜規則的簡短、易記的韻文。

## 解說
這個標記系統介入了在梵語構詞學中充當特定角色的不同的音位簇，并在整個文本中引用了它們。每個簇，叫做一個  都結束於叫做 （所謂的 IT 索引）的一個‘啞聲’或‘標號’，它充當這個列表的符號指示。在文本中，這些簇通過  來提及，并有關於各種文法功能。經常向這些索引增加額外的聲音來使得整個簇能被念誦出來。例如，列表 13，符號化為 R，提及了三個咝擦音。列表 4，標記為 C，提及了雙元音 ai 和 au。  
為了保持列表簡潔，指名一個音位和一個標號，指示所有涉及的音位的列表，允許文法只用一個音節來提及一類聲音。這些提及音素列表的音節叫做 ，而頌自身也叫做 (形成  的經)。例如，aL 提及所有音位的列表(因為 a 是第一個字母而 L 是最后的標號。aC 提及所有元音，haL 提及所有輔音，而 ñaM 提及所有鼻音 - haL 中的 a 的作用是易於讀出。
在正文中，一個規則讀作：（韻文 6.1.77）。這里的符號 aC（在中都如此）提及所有元音，而結尾的元音 i 使它可讀。這個規則處理第六和第七 格標號，并指定在這些情況下這些如何替換為合適的聲音如 y。

## 正文
14 經句為（IT 聲在每經句的結束處，用粗體表示）：
| IAST | 天城文                  |
| ---- | ----------------------- |
| 1.   | १. अ इ उ ण् ।            |
| 2.   | २. ऋ ऌ क् ।              |
| 3.   | ३. ए ओ ङ् ।              |
| 4.   | ४. ऐ औ च् ।              |
| 5.   | ५. ह य व र ट् ।          |
| 6.   | ६. ल ण् ।                |
| 7.   | ७. ञ म ङ ण न म् ।        |
| 8.   | ८. झ भ ञ् ।              |
| 9.   | ९. घ ढ ध ष् ।            |
| 10.  | १०. ज ब ग ड द श् ।       |
| 11.  | ११. ख फ छ ठ थ च ट त व् । |
| 12.  | १२. क प य् ।             |
| 13.  | १३. श ष स र् ।           |
| 14.  | १४. ह ल् ॥               |
從這14個經句可形成總共281個。具體計算為（14*3 + 13*2 + 12*2 + 11*2 + 10*4 + 9*1 + 8*5 + 7*2 + 6*3 * 5*5 + 4*8 + 3*2 + 2*3 +1*1）減去14（因為不使用單一元素）減去10（由於h出現兩次有10個重復的集合）；在每個項目中第二個乘數表示在每句濕婆經中音位的數目。Pāṇini 使用到了41個（而后來的文法家介入了第42個，raṆ={r, l}）。 
注意某些是有歧義的。例如 IT Ṇ 在列表中出現了兩次，這意味可以給指派兩種不同的意義（包括或排除等）；事實上，在文法中這兩個意義都在文法用到了。在另一個方面， haL 總是用來表示“所有輔音”——從不用來提及由一個單一音位組成的集合。

## 外部連結
- （页面存档备份，存于） Paper by Paul Kiparsky on 'Economy and the Construction of the Śiva sūtras'.
- （页面存档备份，存于） Paper by Wiebke Peterson  on 'A Mathematical Analysis of Pāṇini’s  Śiva sūtras.